# DeLorean DMC-12
DeLorean DMC-12 var en sportbil samt den enda bilmodellen tillverkad av DeLorean Motor Company innan företaget gick i konkurs. Denna bil blev mycket känd eftersom den fungerade som tidsmaskin i Tillbaka till framtiden-trilogin. 
DMC-12 var en ovanlig bil med centralbalksram och karosstomme i glasfiber med ytterpaneler i olackerat mattborstat rostfritt stål. Därtill hade den måsvingedörrar, alltså dörrar som är ledade i taket och öppnas rakt upp. Bilen designades av den välrenommerade italienaren Giorgetto Giugiaro. Motorn var en V6:a på 2,8 liter, en variant av PRV-motorn, som var placerad bakom bakaxeln.
Bilen fick ett ganska dåligt rykte eftersom detaljkvalitén var tveksam, och den olackerade karossen gjorde att det väldigt lätt blev fingeravtryck och att reparationer av plåtskador blev svåra att få snygga. DMC-12 tillverkades i 9080 exemplar innan företaget gick i konkurs. Två bilar tillverkades även i 24-karats guldplätering, och även en tredje flera år senare av reservdelar från de andra två. 
DeLorean har numera köpts upp av DeLorean Motor Company och tillverkas igen på beställning i USA. Enligt tillverkarens hemsida finns det också fortfarande gott om reservdelar att tillgå. Man kan beställa en i princip ny bil gjord från de delar som blev över på 1980-talet. Till 2013 planerades att modellen ska släppas som elbil, då med namnet Delorean DMC EV-12. Endast en tillverkades dock eftersom det rent ekonomiskt inte gick ihop. Den enda bilen såldes till Google för en okänd summa pengar.